# 成蟜
成蟜（前256年—前239年），嬴姓，《史记·卷七十八·春申君列传》、《战国策·卷六·秦策四·顷襄王二十年》作成蛟，成蟜，盛橋，盛桥。战国末年秦国公子，秦庄襄王之子，秦王政之弟。

## 生平
成蟜为秦庄襄王之子，秦王政五年（前242年）前往韩国接收韩桓惠王所割地之地百里，後封長安君。公元前239年，秦王政命成蟜率军攻打赵国，成蟜在屯留（今山西省屯留县）叛秦降赵。秦军攻占屯留后，成蟜被殺。其部下因连坐被斩首处死，屯留的百姓被流放到临洮（今甘肃省岷县）。赵悼襄王追封以饶邑（今河北省饶阳县东北）。
吴裕垂、黄式三等认为饶邑是成蟜生前所受封，也可作为其通赵的证据，更怀疑其系在叔父们支持下认为兄长秦王政非亲生而投靠赵国意欲在叔父们支持下夺位，但辛德勇结合了钱大昕、许宗彦、李慈铭的部分观点，指成蟜在深受兄长倚重的情况下，没有理由为了饶这个封地放弃长安这个封地并背弃家国，故认为被赵悼襄王封以饶的是另一个长安君，即赵悼襄王的叔父。辛德勇认为“反”应作“返”解，即成蟜是在出征时突然染病不得不班师，途中在屯留去世；成蟜死于军营中后，因屯留原属韩国，不乐属秦，故屯留卒“蒲鶮”趁机作乱并获得一定支持，失败后遭清算，即成蟜是没有叛秦的，这也就能解释他为何没得到赵国接应、死后也没有作为罪魁被戮尸。

## 文学形象
长篇历史小说《东周列国志》中，成蟜于第一百零三回《李国舅争权除黄歇 樊于期传檄讨秦王》中登场，成蟜作成峤。因秦王政为吕不韦私生子，吕不韦视秦庄襄王的亲子成峤为心腹大患。成峤年少不懂军事，吕不韦便派成峤与樊于期作为援军统帅，增援蒙骜和张唐的伐赵部队。樊于期将秦王政的身世告知成峤后，成峤在屯留叛变，秦王政派王翦、张唐、桓齮、王贲率军十万前去镇压。樊于期依靠勇猛打退秦军部队，王翦于是派成峤旧交杨端和前去劝降。在第一百零四回《甘罗童年取高位 嫪毐伪腐乱秦宫》中，杨端和趁樊于期在城外作战、成峤登城观战之机劫持成峤，打开城门攻占屯留，樊于期被迫出奔燕国。太后脱簪求情，秦王政命王翦将成峤枭首，部下全部连坐处死，屯留的百姓也被流放到临洮。成峤得知自己不被赦免，就自缢了。

## 子嗣
旅居日本的中國籍歷史學者李開元认为秦朝最后一位君主秦王子婴應是成蟜之子。成蟜投降赵国后，客居並死在赵国，而成蟜的儿子年幼尚为婴儿，被称为婴，留在秦国长大成人。秦二世即位后，因子婴是秦二世的堂兄，与秦二世没有皇位争夺的利害关系，所以不在秦二世的肅清之列，反而能站出来劝谏秦二世不要滥杀无辜。李開元还认为成蟜的母亲是出自韩国的韩夫人，他推论的依据是庄襄王的生母夏姬可能出自韩国，与子婴商议诛杀赵高的宦官韩谈，由姓氏推断，应出身于韩国的王族。但都是建立想象基础推论，没有实证。

## 影视形象
- 《吕不韦传奇》：按剧中设定，吕不韦以为赵政是他的儿子，为了确保赵政将来顺利继承秦王位而诱骗异人喝下不育药，故成蟜被设定为异人与前妻所生子，即赵政（至少表面上）的异母兄。成年成蟜亦由饰演异人的高虎饰演。
- 《寻秦记》：杜大偉饰。剧设其叛兄系受吕不韦指使，事败后，吕不韦劫持成蟜怀孕之妻迫成蟜承认谋反系其一人所为，待成蟜被处死后又杀死成蟜之妻以绝后患。
- 《王者天下》：由佐藤信介執導，改編動漫《王者天下》之電影，本鄉奏多飾。

## 動漫
- 《天子傳奇2秦皇篇》：設定為異人流落趙國時與當地民女孤娥所生，與嬴政雖敵對亦尚算和睦，其後因被呂不韋派去高手伏擊而失去一目而反目成仇，更在公和私處處打壓嬴政，於西戎之役中曾殺害田玄子、劍帝和鄒縱天，但為嬴政所敗被押至咸陽遭流放，於嬴政登位後再起兵作反，但因功力全失不復當年之勇而死於亂軍之中。
- 《王者天下》：秦王弟，個性乖戾自傲，原王位第一繼承者，真人電影由本鄉奏多飾演。